# Liviöjärvi (meer)
Het Liviöjärvi en het Ylipäänjärvi vormen samen een meer. Beide meren worden door een versmalling van elkaar gescheiden. De meren liggen in Zweden, in de gemeente Pajala. De dorpen Liviöjärvi en Rantatalo liggen aan het meer.
Afwatering: Liviöjärvi → Liviörivier → Torne → Botnische Golf